# Bettingen (Waldbröl)
Bettingen ist eine Ortschaft in der Stadt Waldbröl im Oberbergischen Kreis im südlichen Nordrhein-Westfalen (Deutschland) innerhalb des Regierungsbezirks Köln.

## Lage und Beschreibung
Der Ort liegt rund fünf Kilometer nordöstlich vom Stadtzentrum entfernt.

## Geschichte

### Erstnennung
Wahrscheinlich 1417 wurde der Ort das erste Mal urkundlich erwähnt und zwar in dem Dokument: Congin van Herssdorf, Bürgerin in Bettingen bezeugt Leben des Bartholon, Wigius von Bettingen.
Eine gesicherte Nennung erfolgte im Jahr 1509 (Bettingen als Grenzumgang).
Die Schreibweise der Erstnennung war Bettingen.